# Rhosus spadicea
Rhosus spadicea là một loài bướm đêm trong họ Noctuidae.